# Anthony Rizzo
Anthony Vincent Rizzo (ur. 8 sierpnia 1989) – amerykański baseballista występujący na pozycji pierwszobazowego w New York Yankees.

## Przebieg kariery
Po ukończeniu szkoły średniej w 2007 roku został wybrany w szóstej rundzie przez Boston Red Sox i do 2010 grał w klubach farmerskich tego zespołu, między innymi w Portland Sea Dogs, reprezentującym poziom Double-A. W grudniu 2010 w ramach wymiany zawodników przeszedł do San Diego Padres. W Major League Baseball zadebiutował 9 czerwca 2011 w meczu przeciwko Washington Nationals, w którym zaliczył dwie bazy za darmo, triple'a i zdobył runa. W sezonie 2011 zagrał w 49 meczach w MLB i 93 w MiLB w zespole Tucson Padres z Triple-A.
W styczniu 2012 został zawodnikiem Chicago Cubs. Po występach w Iowa Cubs z Triple-A, gdzie w 70 meczach uzyskał średnią 0,342 i zdobył 26 home runów, 26 czerwca 2012 otrzymał promocję do MLB i tego samego dnia zadebiutował w barwach Cubs w meczu przeciwko New York Mets, w którym zaliczył RBI double i single'a. W lipcu 2012 zanotował średnią 0,330, zdobył 7 home runów, zaliczył 17 RBI i został wybrany najlepszym debiutantem miesiąca w National League. W maju 2013 podpisał nowy, siedmioletni z opcją przedłużenia o dwa lata kontrakt wart 68 milionów dolarów.
W lipcu 2014 otrzymał najwięcej głosów w ostatecznym głosowaniu kibiców All-Star Final Vote i po raz pierwszy został wybrany do Meczu Gwiazd. W 2014 otrzymał nagrodę Branch Rickey Award za udział w akcjach społecznych na rzecz chorych na raka dzieci.
W World Series 2016 zagrał we wszystkich siedmiu meczach, w których zaliczył 9 odbić i 5 RBI. W tym samym roku został wyróżniony spośród pierwszobazowych, otrzymując po raz pierwszy w swojej karierze Złotą Rękawicę i Silver Slugger Award. W 2017 za działalność charytatywną otrzymał Roberto Clemente Award.
29 lipca 2021 został zawodnikiem New York Yankees.

## Nagrody i wyróżnienia
| Nagroda/wyróżnienie      | Lata                   | Źródło       |
| 3× All-Star              | 2014, 2015, 2016       | [ 1 ] [ 7 ]  |
| 4× Gold Glove Award      | 2016, 2018, 2019, 2020 | [ 1 ] [ 10 ] |
| Silver Slugger Award     | 2016                   | [ 11 ]       |
| Roberto Clemente Award   | 2017                   | [ 12 ]       |
| Branch Rickey Award      | 2014                   | [ 8 ]        |
| Zwycięzca w World Series | 2016                   | [ 9 ]        |